# Varde Sygehus
Regionshospitalet Varde (også kaldet Varde Sygehus) var indtil 2004 et sygehus i Varde. Sygehuset åbnede som et af to sygehuse i Varde i 1875, dengang hed det Frisvadvej Sygehus, og blev hurtigt det førende sygehus indenfor hjerte/lunge sygedomme. I 1922 lukkede sygehuset på Søndre Landevej, og Frisvadvej Sygehus ændrede navn til Varde Sygehus. Sygehuset havde ikke så mange afdelinger, men blev hurtigt kendt som at have Danmarks bedste hjerte/lunge afdeling.
I 1978 ændrede sygehuset navn til Varde Amtshospital, og fik ved samme lejlighed en Onkologisk Afdeling, som ellers før havde været pålagt Esbjerg eller Ringkøbing. Sygehuset opnåede sit højdepunkt i 1986, da der derfra blev nedlagt en del af de tidligere specialiserede afdelinger, som sammen med afdelingerne fra Ribe, Brørup og Bramming blev samlet på Amtssygehuset i Esbjerg. Dette lukkede dog i 1991, da opstod der usikkerhed om hvorvidt Varde Sygehus ville råde over disse afdelinger igen. Dette blev dog entydigt da disse blev samlet på det nye Sydvestjyske Sygehus på Finsensgade i de sydlige Esbjerg.
I perioden 1991 - 2001 var Varde Sygehus et aflastningshospital for det større sygehus i Esbjerg. I denne periode havde Varde kun en skadestue, operationsgang, fødeafsnit, hjerte/lungeafdeling, medicinsk sengeafsnit og intensivafdeling. Alle andre afdelinger var flyttet til Esbjerg. I 2001 skete der yderligere nedskæringer i Varde Sygehus da fødeafsnittet også blev flyttet til Esbjerg. Ved det økonomiske forlig i Ribe Amt i 2004 blev Varde sygehus ikke inkluderet og derfor blev sygehuset lukket, sammen med sygehuset i Ribe.
I perioden 2004 - 2007 var der kun meget få kommunale tilbud på det nedlagte hospital og en mindre hjerteklinik, som blev opkøbt og administreret privatejet. Ved Strukturreformen i 2007 blev Ribe Amt nedlagt og bygningerne overtaget af Region Syddanmark. Denne omvæltning gjorde at hjerteafdelingen var nødt til at flytte ud. Denne flytning skete da det nye hjertehospital Privat Hospital og Hjertecenter Varde åbnede i ultimo 2007.
Efterfølgende valgte Region Syddanmark at åbne et mindre hospital på adressen, denne blev kendt som Varde Sundhedscenter og fungere som et mindre sygehus, som er regionalt administreret men også job-borgercenter som styres af Varde Kommune. Lægevagten holder stadig til på adressen. Sundhedcenteret råder over 2/3 dele af sygehuset, og fungere som et mindre sygehus. Der er en mindre skadestue, en røngtenafdeling, jordemodercenter, mammografiscreening, 10 sengepladser, psyskiatrisk afdeling, knogle-led afdeling og fysioterapi. [kilde mangler]
Efter åbningen af det nye sygehus i Varde valgte mange andre jyske lukningstruede sygehuse at følge trop, derfor drives der stadig Sundhedshus i Skanderborg, Lemvig, Skive og Brædstrup.

Sundhedshospitalet lukkede i 2022 med regeringens reformudspil “Danmark Kan Mere”, som gjorde, at der blev afsat penge til et større og mere sofistikeret nærhospital i Varde, som flyttede adresse ud i den anden ende af byen. På den måde fik Varde efter 18 år (siden 2004) en del af sine sygehusenheder tilbage igen. Bygninger overtagelses af Varde Kommune, som driver kommunale administrative afdelinger på adressen.